# Cuarteto Calder
El Cuarteto Calder (CQ) es un cuarteto de cuerdas con sede en Los Ángeles, California. Fundado en 1998 en la Universidad del Sur de California, el grupo toma su nombre del escultor estadounidense Alexander Calder. El conjunto está compuesto actualmente por sus miembros fundadores, incluidos los violinistas Benjamin Jacobson y Andrew Bulbrook, el viola Jonathan Moerschel y el violonchelista Eric Byers. El crítico musical de Los Angeles Times, Mark Swed, calificó al CQ de "uno de los grandes cuartetos de cuerdas de Estados Unidos". En 2014, el CQ recibió uno de los prestigiosos Avery Fisher Career Grant del Lincoln Center por su "asistencia profesional y reconocimiento a instrumentistas talentosos que Consejo de recomendación y EL Comité Ejecutivo creen que tienen un gran potencial ".

## Trayectoria
El Cuarteto Calder se formó en la Escuela de Música Thornton de la Universidad del Sur de California y continuó sus estudios en la Escuela Colburn con Ronald Leonard, donde formaron parte de la primera clase de graduados de esa escuela. Mientras estaban en la Escuela Juilliard, recibieron el Diploma de Artista en Estudios de Música de Cámara como Cuarteto de Cuerdas Residente Juvenil. También han estudiado con el profesor Eberhard Feltz en la Hochschule für Musik "Hanns Eisler" en Berlín. En 2009, el Cuarteto de Calder recibió el Premio a la Programación de Aventura de ASCAP 2009. Finalmente se convirtieron en profesores asistentes y cuarteto en residencia en la Escuela Colburn. En 2003, el Cuarteto Calder se unió al compositor Matt McBane para fundar el Festival de Música de Carlsbad. El CQ ha sido el Conjunto de Residencias Fundador desde el inicio del festival. En marzo de 2013, el CQ apareció en la portada de la revista The Strad.
En 2017 el cuarteto firmó un contrato de grabación global exclusivo  con PENTATONE. Su  primer álbum para la etiqueta se centrará en los cuartetos de Beethoven.

## Organización de artes escénicas Calder
El 14 de septiembre de 2011, Calder Quartet lanzó una organización sin fines de lucro llamada Calder Performing Arts Organisation (CPAO) con el propósito de encargar y grabar música contemporánea, así como el apoyo de las actuaciones de divulgación educativa del Calder Quartet en el sur de California. La organización sin fines de lucro se inauguró en la Galería Blum & Poe en Los Ángeles con un recital conjunto con el compositor Terry Riley y contó con un entorno creado por el colaborador de Calder (y el artista de la portada del álbum) Dave Muller. El CPAO financió la grabación de Eclectic Currents, un álbum de 2014 con 12 compositores emergentes que han escrito para el Cuarteto de Calder. El CPAO ha encargado trabajos con socios como el Centro Getty y el Centro Barbican.

## Comisiones, estrenos y apariciones.
El Cuarteto Calder ha encargado o estrenado más de 30 obras de compositores establecidos y emergentes, entre ellos Terry Riley, Thomas Adès, Christopher Rouse, Peter Eötvös, Andrew Norman, David Lang, Mark Mothersbaugh, y Aaron Jay Kernis. Christopher Rouse dedicó su Cuarteto de cuerdas nº 3 al Cuarteto Calder, que el grupo estrenó en 2010.  El Cuarteto Calder ha actuado en lugares como el Carnegie Hall, el Lincoln Center, el Walt Disney Concert Hall, el Hollywood Bowl, el Aspen Music Festival, el Stockholm Konserthuset, el Esterhazy Palace, el Festival de Edimburgo, el Barbican Center, Central Park SummerStage ( NYC), y el Festival de Música y Artes de Coachella Valley.  En 2012, el CQ apareció en una presentación en vivo en el estudio en el KCRW's Morning Becomes Eclectic.c.  El Calder Quartet hizo su debut en el Lincoln Center para el festival Mostly Mozart en un programa compuesto por la obra de Thomas Adès Arcadiana y el cuarteto de cuerdas Op. 131 de Beethoven, una actuación elogiada por el New York Times como "excelente".."
Entre sus colaboradores actuales y anteriores se encuentran Joshua Bell, Edgar Meyer, Thomas Adès, Richard Reed Parry, Iva Bittová, Anne-Marie McDermott, Philip Glass, Joby Talbot, Steven Mackey, Fred Frith, The National, The Airborne Toxic Event, Vampire Weekend, Cass McCombs, Dan Deacon, Andrew WK, Paul Neubauer, Fucked Up, So Percussion, Jóhann Jóhannsson, The Diry Projectors, el compositor Bear McCreary y la Orquesta de Cleveland. En el otoño de 2013, el CQ residía en el Metropolitan Museum of Art, realizando el ciclo completo de 6 cuartetos de cuerdas Bartók junto con los invitados especiales David Longstreth (de The Dirty Projectors) e Iva Bittová. También presentará la música de Peter Eötvös.